# ヴァルティスラフ2世 (ポメラニア公)
ヴァルティスラフ2世（ドイツ語：Wartislaw II., 1160年ごろ - 1184年2月16/18日/1185年?）またはヴァルチスワフ・ボグスワヴォヴィッツ（ポーランド語：Warcisław Bogusławowic）は、ポメラニア公（在位：1180年 - 1184年）。

## 生涯
ヴァルティスラフ2世に関する資料は少ないが、父ボギスラフ1世の法的活動に関する文書（1182年）において、兄ラティボルの隣にヴァルティスラフ2世の名が確認される。ヴァルティスラフは兄ラティボルと歳が近かったとみられる。
ヴァルティスラフは若くして死去し、文書では若年（ラテン語：adolescents）とされている。1184年（1185年?）2月20日（21日?）に、父ボギスラフ1世がグロビからプレモントル会修道院を移したウーゼドム島の「ヴァテクホフ」山（後の聖母マリアの山）に埋葬された。ヴァルティスラフの死については、1187年3月18日（ボギスラフ1世の没日）付けの文書において、ボギスラフ1世の2番目の妃アナスタジアが義理の息子に言及していることで確認される。